# Lena Fritzson
Lena Fritzson, po mężu Moen (ur. 23 sierpnia 1958) – szwedzka lekkoatletka, sprinterka, halowa mistrzyni Europy z 1974.
Zdobyła złoty medal w sztafecie 4 × 2 okrążenia na halowych mistrzostwach Europy w 1974 w Göteborgu (sztafeta biegła w składzie: Ann-Charlotte Hesse,  Fritzson, Ann-Margret Utterberg i Ann Larsson).